# Ringkjøbing Idrætsforening
Ringkjøbing Idrætsforening (forkortet Ringkjøbing IF, RIF) er en dansk idrætsforening hjemmehørende i den vestjyske by Ringkøbing. Klubben, som blev stiftet den 29. marts 1900, har atletik, fodbold, gymnastik og motion på programmet.
Fodboldafdelingens bedste mandskab spiller i 2024-25-sæsonen i Danmarksserien og afvikler deres hjemmebanekampe på Alkjær Stadion. Tidligere har RIF spillet deres kampe på Kongevejens Stadion, af ringkøbingensere omtalt som King's Road. Førsteholdet spillede i 1919/20-sæsonen i landets bedste fodboldrække, hvor det blev til bronzemedaljer, men har sidenhen udelukkende spillet i de lavererangerende serier.
I sæsonen 2011/2012 sikrede Ringkjøbing Idrætsforening sig oprykning til 2. division Vest. Oprykningen blev en realitet, da de i sæsonens sidste kamp på udebane besejrede lokalrivalerne Holstebro Boldklub med hele 4-2.

## Ekstern kilde/henvisning
- Ringkjøbing IFs officielle hjemmeside